# Thibaudia nutans
Thibaudia nutans är en ljungväxtart som beskrevs av Johann Friedrich Klotzsch och Mansfeld. Thibaudia nutans ingår i släktet Thibaudia och familjen ljungväxter. Inga underarter finns listade i Catalogue of Life.